# Zgodovina Velike Britanije
Zgodovina Britanije je bila do nekaj sto let nazaj polna spopadov in tekmovanja med različnimi nacionalnimi državami na otoku Velika Britanija. Prevladala je Anglija, ki je pod okriljem Velike Britanije z drugimi narodi ustanovila Združeno kraljestvo.

## Vzpon Anglije
Pred prihodom Rimljanov so Britanijo poseljevali Kelti. Julij Cezar je napadel Britanijo 55 pr. n. št. - 54 pr. n. št. vendar so bili večji deli osvojeni in romanizirani šele po 43 n. št. Rimska provinca Britanija, ki je na severu segala do Hadrijanovega zidu, je obstajala do 5. st. V 5. in 6. st. so iz severovzhodne Irske vdirali v severno Britanijo Škoti. Ko so njihovi kralji postali tudi kralji Piktov, so bili postavljeni temelji škotske države. Anglosasi so prvič vdrli v Anglijo v 5. st. ter v 7. in 8. st. ustanovili številna kraljestva. Od 8. st. dalje so deželo napadali Vikingi in čeprav jih je kralj Alfred v 9. st. delno zavrnil, so na vzhodu ustanovili svoja kraljestva. Po kratkotrajnem anglo-danskem kraljestvu kralja Knuta in njegovih sinov so 1066 Normani osvojili deželo in ustvarili močno centralizirano monarhijo. Anglija je kmalu postala vodilna sila v imperiju, ki je obsegal tudi velike dele Francije. Za te svoje posesti se je Anglija vojskovala skoraj ves srednji vek. Od 11. st. dalje je bila Škotska vse bolj pod vplivom Anglije. Edvard I. jo je poskušal osvojiti v času sporov za nasledstvo. Po bitki pri Bannockburnu je Robert Bruce utrdil škotsko neodvisnost. Njegov vnuk je bil prvi škotski kralj iz rodbine Stewart. Angleški kralj Henrik II. je zavladal nad Irsko, vendar pa severnega dela niso mogli povsem obvladati vse do prihoda protestantskih priseljencev v 16. in 17. st. Wales si je Anglija priključila  postopoma, kljub poskusu Llywelyna II. Gwyneddskega v 13. st. da bi ustanovili samostojno valižansko državo.

## Srednji vek
V srednjem veku so se pogosto spopadali za nasledstvo na angleškem prestolu še zlasti v državljanski vojni med rodbinama York in Lancaster. K vzponu angleške države je prispeval tudi nastanek parlamenta, čeprav je zelo pogosto prihajalo do sporov med krono in premočnim plemstvom; kralj Ivan je moral plemstvu prepustiti velik del oblasti. Do prihoda Henrika VII. začetnika dinastije Tudor, na oblast se je moč plemstva že toliko zmanjšala, da se je Anglija lahko uveljavila kot velesila. V času Henrika VIII. se je začela angleška reformacija. Za vlade njegove hčere Elizabete I. so se v Angliji pomirili verski spori in dežela je začela ustvarjati kolonialni imperij v Novem svetu, kjer so angleški raziskovalci tekmovali s španskimi.
Ko je škotski kralj Jakob VI. postal 1603 tudi angleški kralj Jakob I. sta se obe kraljestvi sicer združili pod enotno krono, vendar je do popolne spojitve prišlo šele po ukinitvi škotskega parlamenta z zakonom o združitvi z Anglijo. Povod za angleško državljansko vojno v času kralja Karla I. so bila nesoglasja o naravi protestantske vere, predvsem pa spori glede pristojnosti parlamenta. Po obdobju Commonwealtha je kralj Karel II. poskušal uvesti absolutno monarhijo. Poskus Jakoba II. da bi ponovno uvedel katoliško vero, se je končal z njegovim begom in s »slavno revolucijo«, v kateri je prišel na prestol Viljem III. in njegova naslednica kraljica Ana sta se bojevala proti ambicijam francoskega kralja Ludvika XIV. vpletenost Anglije v evropske vojne pa se je nadaljevala tudi po 1714, ko so prišli na prestol vladarji iz hannovrske dinastije.

## Kolonializem
S kolonialnimi vojnami proti Nizozemski v 17. in proti Franciji v 18. st. se je britanski imperij močno povečal. Leta  1783 so Britanci izgubili ameriške kolonije, ostala jim je samo Kanada in antilski otoki. Kot nadomestilo za to izgubo se je britanski interes preusmeril na Indijo, kjer je velik del podceline prišel pod oblast Vzhodnoindijske družbe. Združeno kraljestvo, ki je nastalo 1801 z združitvijo Velike Britanije in Irske, se je skoraj neprenehoma vojskovalo z revolucionarno Napoleonovo Francijo; vojne je uspešno zaključilo z novimi ozemeljskimi pridobitvami. 
Velika Britanija je dosegla svoj višek v času vladanja kraljice Viktorije. Bila je prva dežela, ki je doživela industrijsko revolucijo. Njeni trgovci so vodili v svetovni trgovini, britanski državniki pa so obvladali svetovno politiko. Britanski imperij je obsegal velik del Afrike, Kanado, Indijsko podcelino in Avstralijo ter Oceanijo.

## Sodobnost
S postopnim širjenjem volilne pravice, ki se je začelo z zakonom o reformi 1832, se je krepila parlamentarna demokracija. Oddaljene kolonije, na primer Kanada in Avstralija, so dobile notranjo avtonomijo, ne pa Irska, v kateri so se razvnemala narodno zavedna čustva. Ob koncu 19. stoletja so začele britansko gospodarsko nadvlado ogrožati ZDA, še bolj pa Nemčija. Kosanje s cesarsko Nemčijo je bilo eden od vzrokov za začetek I. svetovne vojne.
»Stari dominioni« so izšli iz vojne kot avtonomne države, westminstrski zakon pa je njihovo neodvisnost potrdil. Velikonočna vstaja na Irskem je pripeljala do delitve otoka. V sestavi Združenega kraljestva je ostala samo Severna Irska, kjer so bili v večini protestanti, vendar so se v 70. in 80. letih 20. st. spet začeli hudi spopadi med katoliškimi republikanci, ki se hočejo združiti z Republiko Irsko, in protestantskimi lojalisti, ki želijo ohraniti vezi z Veliko Britanijo. Za vzdrževanje reda in boj so na Severno Irsko poslali britanske čete. V drugi svetovni vojni je Velika Britanija pod vodstvom predsednika vlade sira Winstona Churchilla igrala pomembno vlogo v zmagi nad silami osi, saj se je 1940 do 1941 sama postavila po robu dotlej nepremagljivi Nemčiji. Po vojni je laburistična vlada Clementa Attleeja vzpostavila »državo blaginje«. Istočasno se je začel britanski kolonialni imperij preoblikovati v Britansko skupnost narodov, v katero se je vključilo okrog 50 neodvisnih držav, začenši z neodvisno Indijo 1947. Ob koncu 80. let 20. st. je bila dekolonizacija skoraj zaključena in Velika Britanija je prenehala biti svetovna velesila, čeprav je obdržala jedrsko oborožitev. Pod vodstvom konzervativne predsednice vlade Margaret Thatcher je potekalo obsežno prestrukturiranje gospodarstva. Leta 1973 se je Velika Britanija priključila Evropski uniji.